# Eilicrinia subcordaria
Eilicrinia subcordaria là một loài bướm đêm trong họ Geometridae.